# Joop Hilbers
Johannes Albertus (Joop) Hilbers (Amsterdam, 2 april 1919 - Alkmaar, 11 maart 2001) was een Nederlandse beeldhouwer.

## Leven en werk
Joop Hilbers was een zoon van schilder Joannes Hermanus Gerardus Hilbers (1898-1982) en Elisabeth Clasina Johanna van Teeseling (1897-1989). Hij werd opgeleid aan het Instituut voor Kunstnijverheidsonderwijs (1940-1943) en als leerling van Jan Bronner aan de Rijksakademie van beeldende kunsten (1943-1948).
Na zijn studie ging hij met een aantal vrienden keramiek produceren. Voor de glazuurtechniek volgde hij een cursus bij Theo Dobbelman. Rond 1955 stapte hij uit het bedrijf, hij vond dat het werk te veel een fabrieksmatig karakter kreeg. Hilbers gaf les in keramiek aan de Academie van Beeldende Kunsten en Technische Wetenschappen.

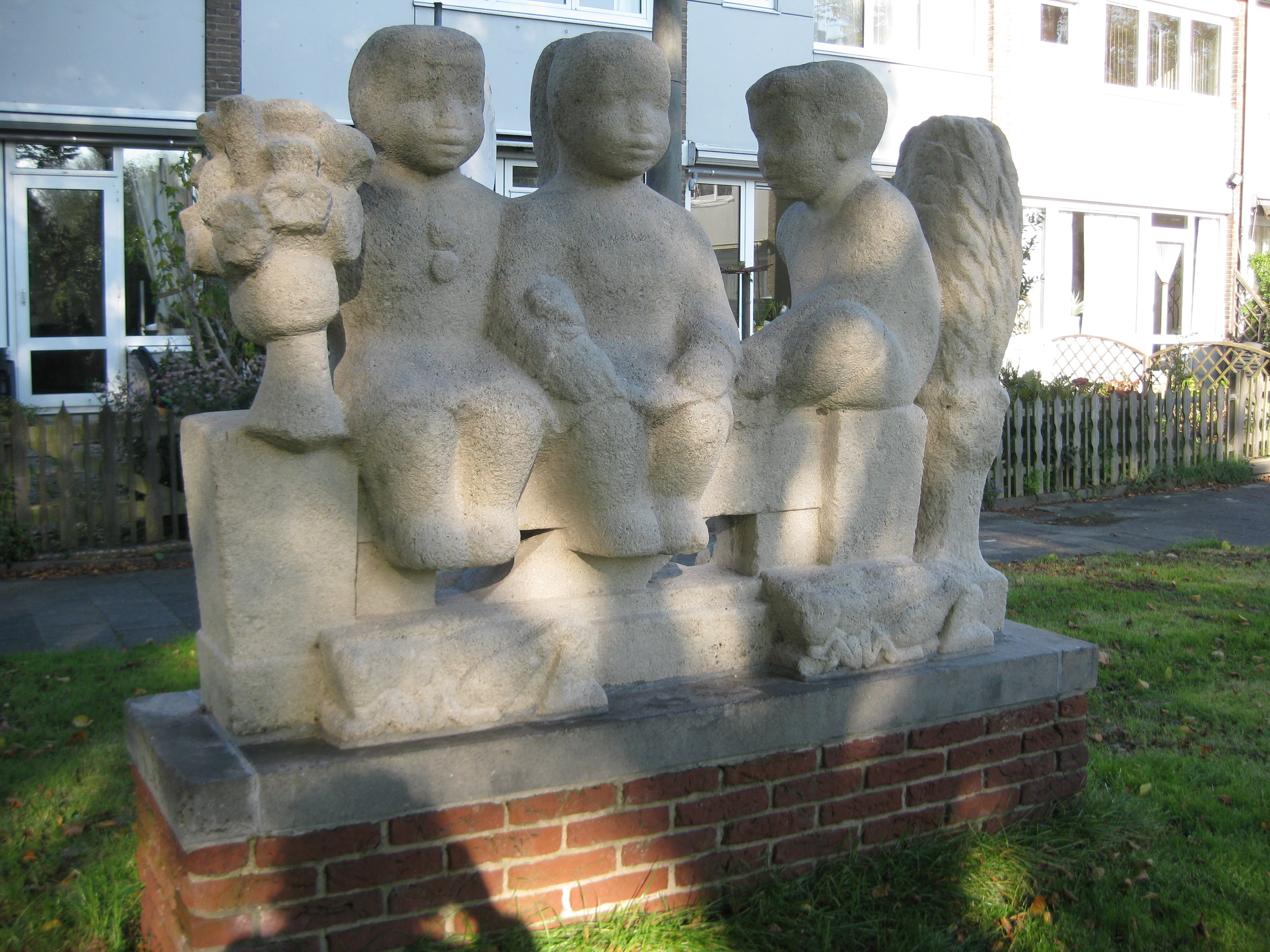
Drie kleine kleutertjes (1956)

Hilbers maakte vooral figuratief werk, in steen, terracotta en keramiek. Hij maakte onder meer een kalkstenen beeld van de Drie kleine kleutertjes, naar het lied van Catharina van Rennes, dat werd geplaatst bij een huizencomplex van Zomers Buiten in de tuinstad Slotermeer. Op uitnodiging van Bronner nam hij deel aan de expositie Een beeld van Bronner (1971-1972) in Haarlem, ter gelegenheid van diens 90e verjaardag, waar hij een ram, keramisch masker en een portret liet zien.
Hilbers was lid van de Beroepsvereniging van Beeldende Kunstenaars. Hij overleed op 81-jarige leeftijd.

## Enkele werken
- 1958 Drie kleine kleutertjes, Albertus Magnushof in Slotermeer, Amsterdam.
- 1976 Steenbok op begraafplaats Westgaarde, Amsterdam.[5]

## Fotogalerij

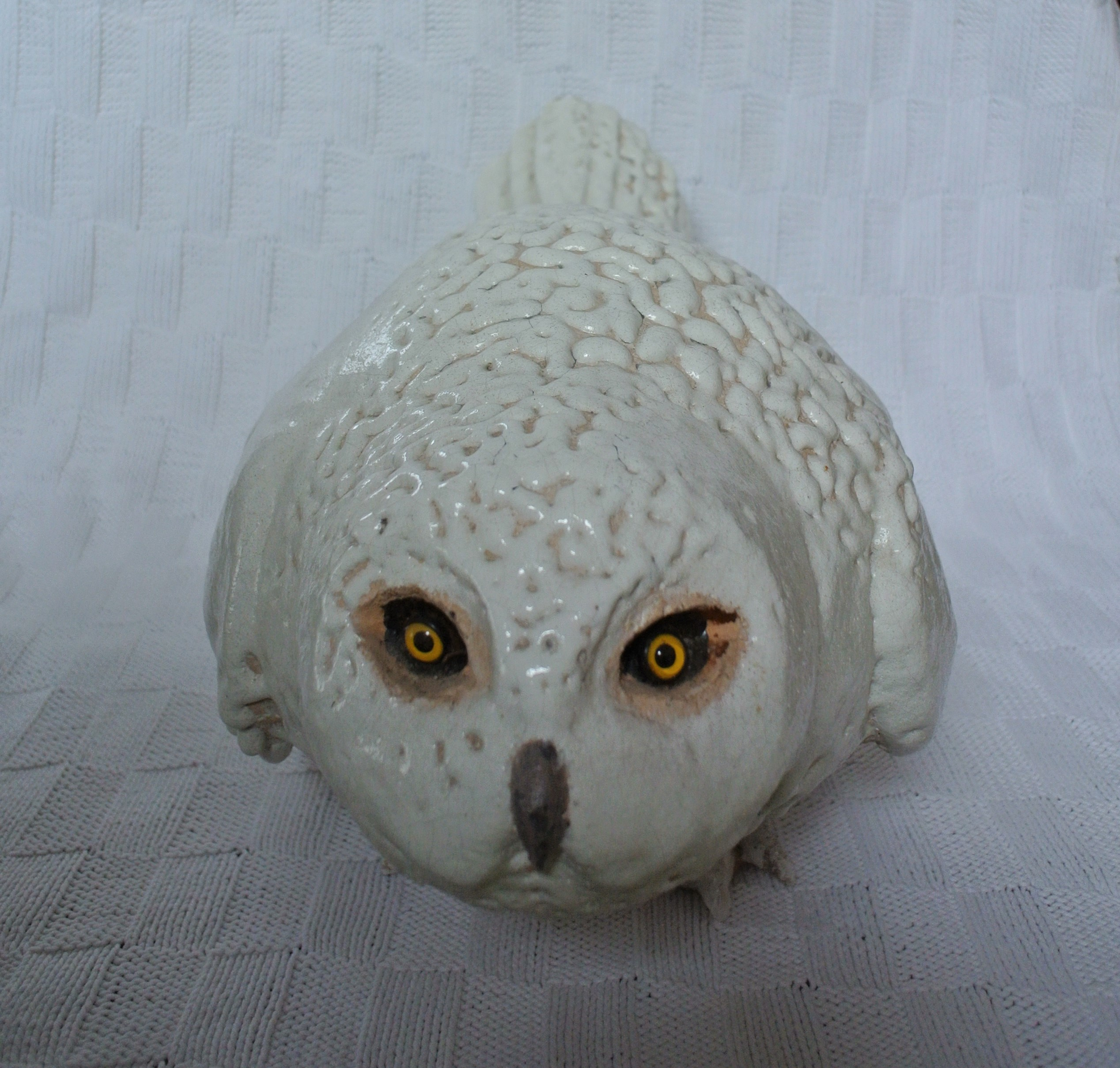
Sneeuwuil
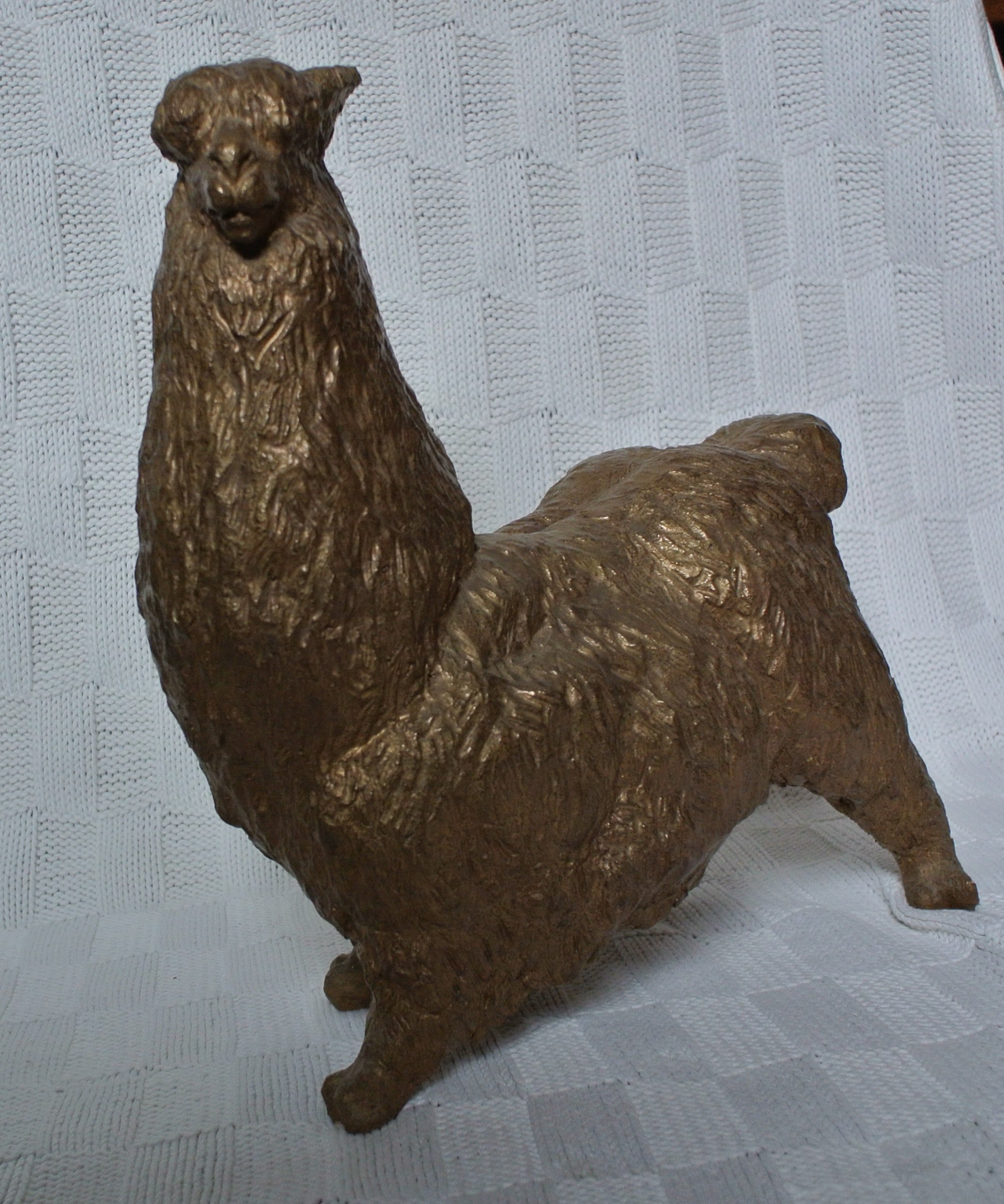
Lama
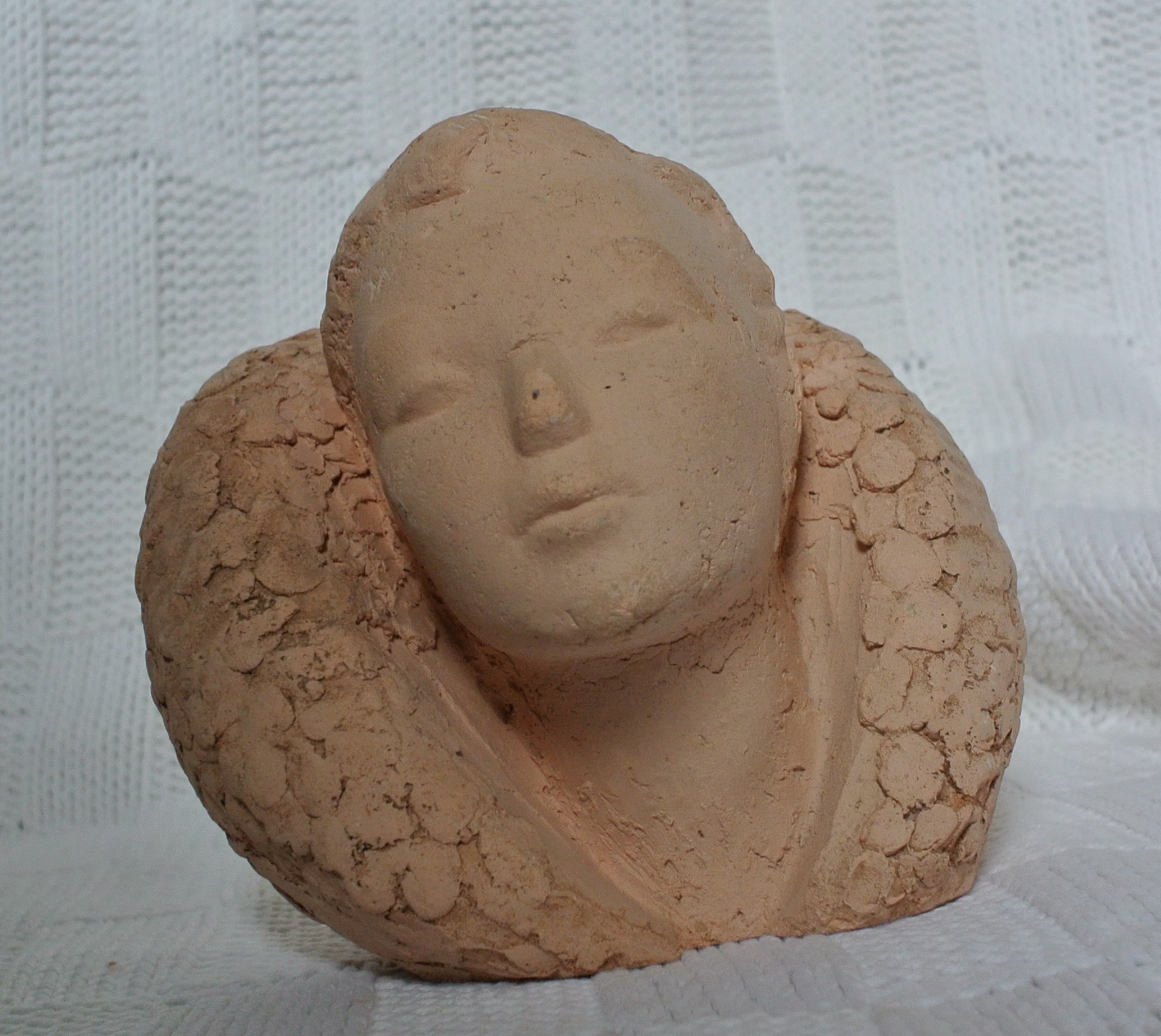
Terracotta kopje
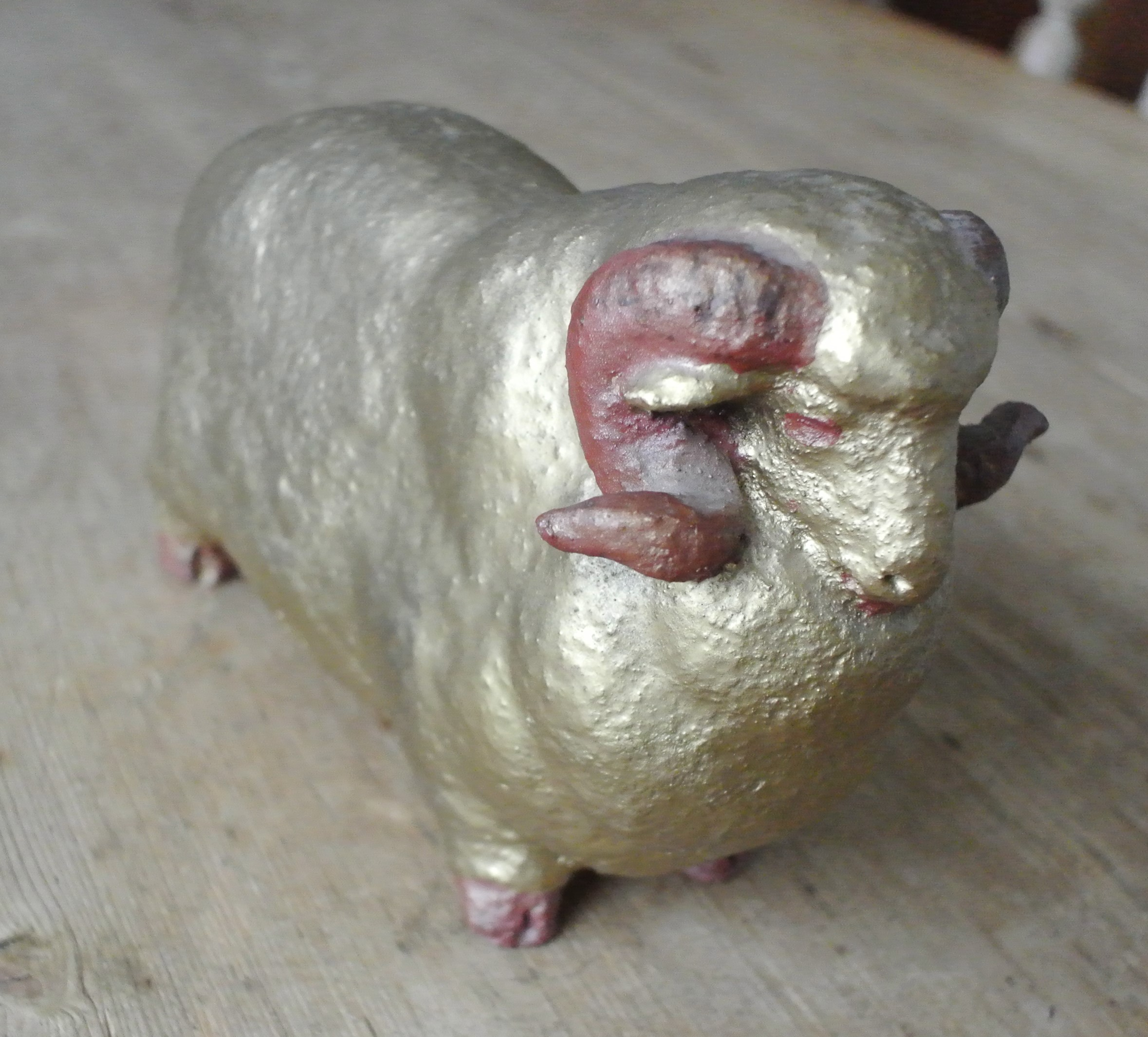
Ram
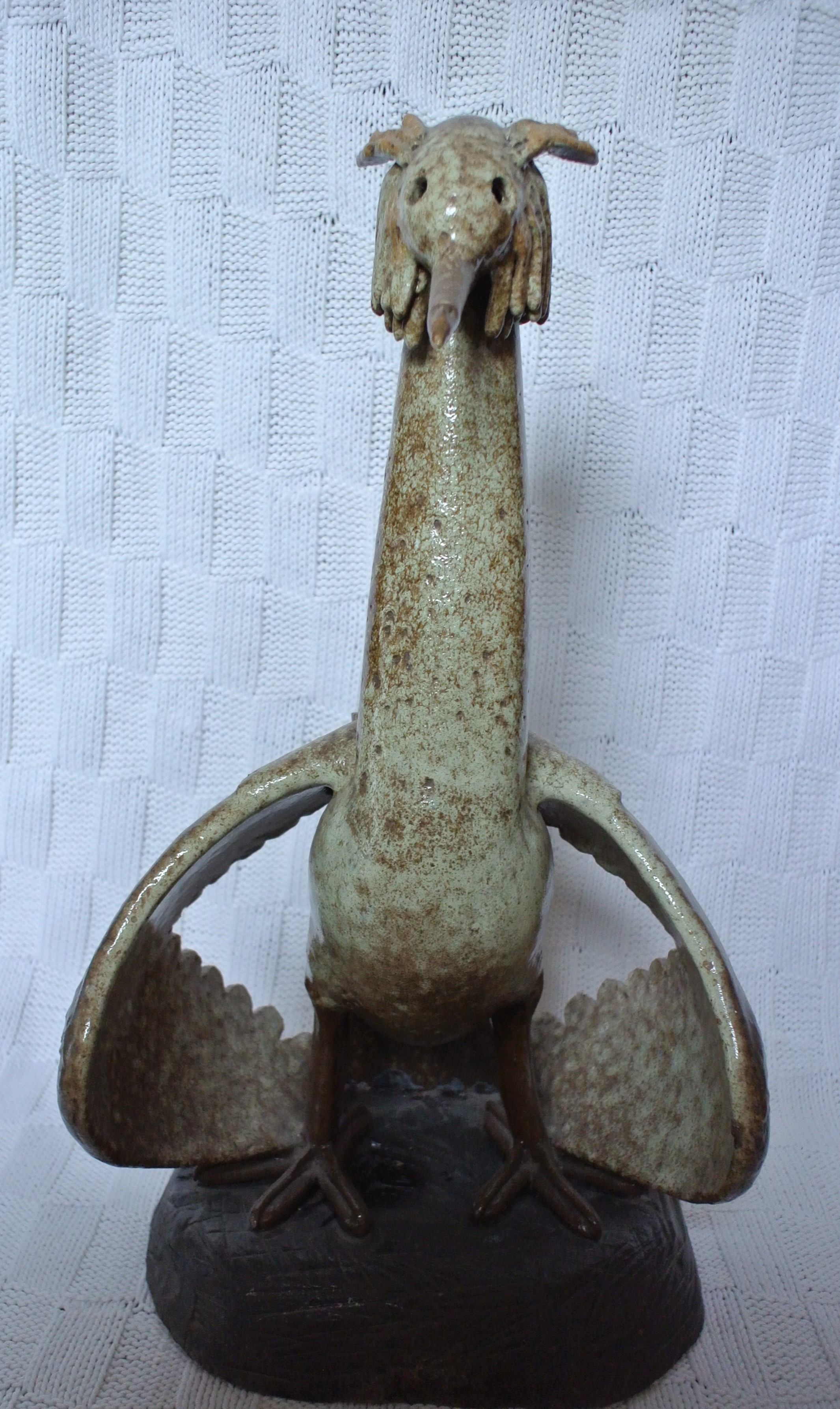
Fuut